# Campoplex
Campoplex is een geslacht van sluipwespen. Het is een van de ongeveer 70 geslachten uit de onderfamilie Campopleginae van de gewone sluipwespen (Ichneumonidae). Het geslacht werd beschreven in 1829 door Johann Ludwig Christian Gravenhorst. De typesoort is Ichneumon difformis Gmelin 1790.
Dit geslacht telt zeer veel soorten met een grote variatie in morfologie. Gravenhorst lijstte zelf 105 soorten op in zijn Ichneumonologia europaea. Men kan ze over de hele wereld aantreffen.

## Soorten
- C. abbreviatus (Brischke, 1880)
- C. adustus Gravenhorst, 1829
- C. albator Aubert, 1974
- C. albitarsus Rudow, 1883
- C. alsophilae (Uchida, 1936)
- C. alticolellae Horstmann, 1980
- C. anatolus Gupta & Maheshwary, 1977
- C. angularis Viereck, 1925
- C. angustator (Zetterstedt, 1838)
- C. angustioranae (Bauer, 1937)
- C. anomolus Gravenhorst, 1829
- C. antennator Holmgren, 1856
- C. aphae (Uchida, 1930)
- C. apicalis Brulle, 1846
- C. arcticus Curtis, 1835
- C. areolator Holmgren, 1856
- C. argenteus (Provancher, 1874)
- C. arvensis Gravenhorst, 1829
- C. ater Brulle, 1846
- C. atridens Townes, 1945
- C. banditibius Gupta & Maheshwary, 1977
- C. bicolor (Szepligeti, 1911)
- C. bilobus (Thomson, 1887)
- C. borealis (Zetterstedt, 1838)
- C. brachyurus Viereck, 1925
- C. brevicornis (Szepligeti, 1916)
- C. bulgaricus Horstmann, 2008
- C. burmensis Gupta & Maheshwary, 1977
- C. caccabates Gupta & Maheshwary, 1977
- C. cajae Boie, 1855
- C. calamae Cameron, 1912
- C. campoplegiformis (Horstmann, 1973)
- C. canariensis Horstmann, 1980
- C. capitator Aubert, 1960
- C. cavus Viereck, 1925
- C. cingulatus (Brischke, 1880)
- C. cognatus Spinola, 1851
- C. collinus (Morley, 1913)
- C. combinator Aubert, 1974
- C. conocola (Sievert Allen Rohwer, 1917)
- C. continuus (Thomson, 1887)
- C. convexus Tischbein, 1853
- C. coracinus (Thomson, 1887)
- C. costulatus (Morley, 1916)
- C. coxalis Spinola, 1851
- C. crassatus (Viereck, 1925)
- C. crassus Horstmann, 1980
- C. cursitans (Holmgren, 1860)
- C. cylindricus Ratzeburg, 1844
- C. chiuae Gupta & Maheshwary, 1977
- C. daritis Schrottky, 1911
- C. deficiens Gravenhorst, 1829
- C. difformis (Gmelin, 1790)
- C. dimidiatus (Cresson, 1864)
- C. discrepans (Pfankuch, 1914)
- C. disjunctus Townes, 1964
- C. dorsalis (Ashmead, 1900)
- C. dubitator Horstmann, 1985
- C. ecoxalis Walkley, 1958
- C. egregius (Kokujev, 1915)
- C. elegantulus Gupta & Maheshwary, 1977
- C. elongator Aubert, 1960
- C. epinotiae Viereck, 1912
- C. erythrogaster (Hellen, 1949)
- C. erythromerus Viereck, 1925
- C. erythrurus Spinola, 1851
- C. eudoniae Horstmann & Yu, 1999
- C. euops Ratzeburg, 1848
- C. excavatus (Brischke, 1880)
- C. fanensis (Cecconi, 1924)
- C. fascialvus Gupta & Maheshwary, 1977
- C. faunus Gravenhorst, 1829
- C. ferinus (Holmgren, 1860)
- C. forticosta (Thomson, 1887)
- C. frustranae Cushman, 1927
- C. fusciplica (Thomson, 1887)
- C. fusicornis (Thomson, 1887)
- C. fusiformis (Provancher, 1874)
- C. gallicator Aubert, 1960
- C. gastroides Gravenhorst, 1829
- C. gracillimus Dalla Torre, 1901
- C. granditor Aubert, 1972
- C. graphoritae (Uchida, 1942)
- C. hadrocerus (Thomson, 1887)
- C. haywardi Blanchard, 1946
- C. helveticus Horstmann, 1985
- C. hercynicus Horstmann, 1985
- C. hexagonalis (Viereck, 1925)
- C. hinziator Aubert, 1980
- C. homonae (Sonan, 1930)
- C. horstmanniator Aubert, 1977
- C. hudsoni (Cameron, 1901)
- C. hullensis (Viereck, 1925)
- C. incidens Ratzeburg, 1844
- C. indicus Gupta & Maheshwary, 1977
- C. infumatus (Provancher, 1874)
- C. intermedius Ratzeburg, 1848
- C. interruptus Horstmann, 1993
- C. investigator (Habermehl, 1923)
- C. jaeckhi (Bauer, 1936)
- C. kalatopensis Gupta & Maheshwary, 1977
- C. kamathi Gupta & Maheshwary, 1977
- C. kamijoi Momoi, 1977
- C. laetus Ratzeburg, 1852
- C. lancifer Ratzeburg, 1852
- C. laricanae Horstmann, 1985
- C. laricis Horstmann, 1993
- C. latus Ratzeburg, 1848
- C. leucoraphis Spinola, 1851
- C. liogaster (Thomson, 1887)
- C. litoreus (Thomson, 1887)
- C. longicaudis Ratzeburg, 1852
- C. lugens Ratzeburg, 1852
- C. lugubrinus (Holmgren, 1860)
- C. lusitanicus Horstmann, 1993
- C. lyratus (Thomson, 1887)
- C. macer (Cresson, 1865)
- C. maculifemur (Strobl, 1901)
- C. major (Szepligeti, 1916)
- C. malaisei Gupta & Maheshwary, 1977
- C. manaliensis Gupta & Maheshwary, 1977
- C. mandibularis Horstmann, 1985
- C. marginellus Spinola, 1851
- C. maximalus Gupta & Maheshwary, 1977
- C. melampus (Thomson, 1887)
- C. melanostictus Gravenhorst, 1829
- C. melanostoma (Strobl, 1904)
- C. mellipes (Provancher, 1883)
- C. molestus Gravenhorst, 1829
- C. montanus Gupta & Maheshwary, 1977
- C. multicinctus Gravenhorst, 1829
- C. nigricanae Horstmann, 1980
- C. nigricinctus (Ashmead, 1890)
- C. nigricoxa (Provancher, 1882)
- C. nigrifemur (Szepligeti, 1916)
- C. nigritarsus Gravenhorst, 1829
- C. nigrus Gupta & Maheshwary, 1977
- C. nolae (Ashmead, 1890)
- C. notabilis Momoi, 1970
- C. occipitor Aubert, 1966
- C. ocellanae Horstmann, 1993
- C. oriens Gupta & Maheshwary, 1977
- C. ovatus (Brischke, 1880)
- C. parallelus Viereck, 1925
- C. parvulus Statz, 1938
- C. parvus Horstmann & Yu, 1999
- C. pectoralis Holmgren, 1856
- C. philippinus Gupta & Maheshwary, 1977
- C. phthorimaeae (Cushman, 1915)
- C. polychrosidis Viereck, 1912
- C. pomorum Ratzeburg, 1852
- C. porrectus (Cresson, 1864)
- C. posticus Walker, 1871
- C. praeoccupator Aubert, 1974
- C. procerus (Brischke, 1880)
- C. pseudocollinus Gupta & Maheshwary, 1977
- C. psilopterus Gravenhorst, 1829
- C. puengeleri (Schmiedeknecht, 1909)
- C. pumilio Gravenhorst, 1829
- C. pumilus Statz, 1938
- C. puncticollis (Hellen, 1949)
- C. punctipleuris Horstmann, 1980
- C. punctulatus (Szepligeti, 1916)
- C. pusillus

Campoplex pusillus Gupta & Maheshwary, 1977
Campoplex pusillus Ratzeburg, 1852
- C. pygmaeus Gupta & Maheshwary, 1977
- C. pyraustae Smith, 1931
- C. quadrimaculatus Ratzeburg, 1852
- C. ramidulus (Brischke, 1880)
- C. raschkiellae Horstmann, 1980
- C. rector Aubert, 1972
- C. restrictor Aubert, 1960
- C. rossicus Horstmann & Yu, 1999
- C. rothii (Holmgren, 1860)
- C. rufigastor Gupta & Maheshwary, 1977
- C. rufinus Rudow, 1883
- C. rufipes Gravenhorst, 1829
- C. rufocingulatus Horstmann & Yu, 1999
- C. satanator Aubert, 1966
- C. sauteri (Uchida, 1932)
- C. scaposus (Thomson, 1887)
- C. semidivisus Ratzeburg, 1844
- C. septentrionalis Gupta & Maheshwary, 1977
- C. shikotsensis (Uchida, 1956)
- C. solitarius (Brischke, 1880)
- C. spinolae Dalla Torre, 1901
- C. spretus (Woldstedt, 1877)
- C. spurius Gravenhorst, 1829
- C. sticticus Gupta & Maheshwary, 1977
- C. striatus Horstmann, 1985
- C. sugiharai (Uchida, 1932)
- C. sulcatus Horstmann, 1985
- C. tarsalis Walker, 1871
- C. tarsatus (Brischke, 1880)
- C. tecumseh Viereck, 1925
- C. techer Rousse & Villemant, 2012
- C. tessellatus Ratzeburg, 1852
- C. tibialis (Szepligeti, 1916)
- C. tineavorus (Rohwer, 1917)
- C. tortricidis (Cushman, 1915)
- C. tosensis (Uchida, 1932)
- C. townesi Gupta & Maheshwary, 1977
- C. triannulatus (Cameron, 1908)
- C. tridentator Aubert, 1972
- C. tumidulus Gravenhorst, 1829
- C. ultimus Viereck, 1925
- C. unicingulatus (Schmiedeknecht, 1909)
- C. uniformis Viereck, 1925
- C. valens (Cresson, 1865)
- C. variabilis (Bridgman, 1886)
- C. volubilis (Holmgren, 1860)